# Antonio Cesari

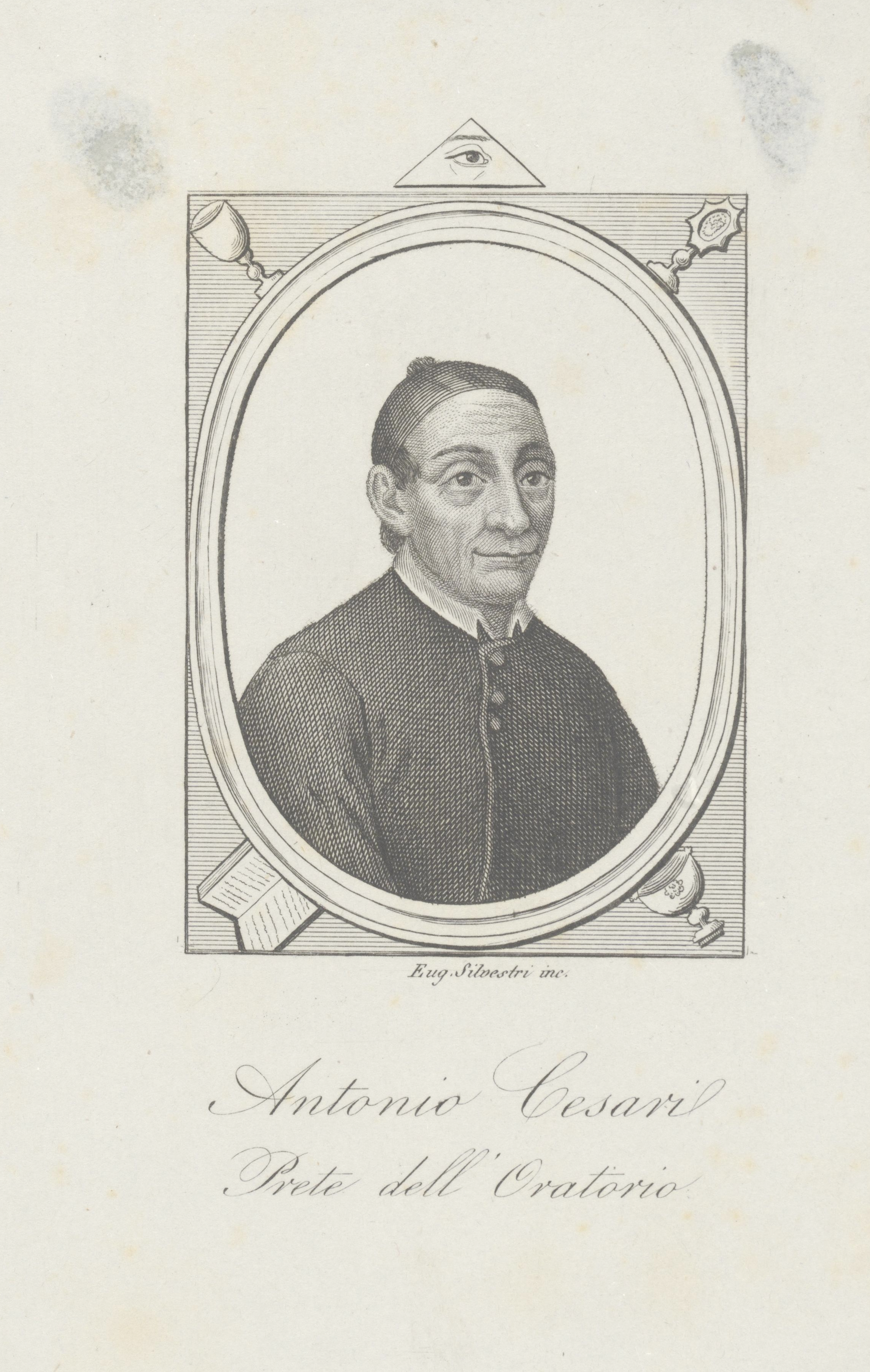
Antonio Cesari

Antonio Cesari, als Ordenspriester der Oratorianer auch Pater Antonio (geboren am 17. Januar 1760 in Verona; gestorben am 1. Oktober 1828 in Ravenna), war ein italienischer (bzw. zum wesentlichen Teil seiner Lebenszeit lombardo-venetianischer) Sprachwissenschaftler, Schriftsteller und Literaturtheoretiker.
Als Übersetzer antiker römischer Klassiker der lateinischen Literatur ins Italienische (beispielsweise der Werke von Horaz, Terenz und Cicero) war er zugleich passiv geprägt vom literarischen Klassizismus, wie er ihn auch aktiv beeinflusste.

## Leben und Wirkung
Nachdem Cesari der Ordenskongregation der ursprünglich von Filippo Neri im 16. Jahrhundert gegründeten Oratorianer beigetreten war, absolvierte er dort eine katholisch-theologische Ausbildung, wurde danach zum Priester geweiht und war auch unter dem Titel Pater („Pater Antonio“) bekannt. Bedingt durch seine literarischen Ambitionen widmete er sich insbesondere der Erforschung der lateinischen und frühen italienischsprachigen Literatur.
Er gilt als herausragender Vertreter des literarischen Purismo (der literarischen „Reinheit“) in den italienischen Staaten des frühen 19. Jahrhunderts. Während der unter napoleonisch-französischer Hegemonie stehenden Herrschaft über die Regionen des späteren Nationalstaats Italien schrieb er in den Jahren 1808–1809 sein theoretisches Hauptwerk, die „Erörterung zum gegenwärtigen Stand der italienischen Sprache“ (italienisch: Dissertazione sullo stato presente della lingua italiana). Darin schlug er die italienische Sprache, wie sie seit der Renaissance insbesondere in Florenz an der Accademia della Crusca entwickelt worden war, als gemeinsame Sprache für alle – aufgrund vieler unterschiedlicher Dialekte sprachlich zersplitterten – Regionen der Apenninhalbinsel vor. 1817 hat ihn die Accademia della Crusca als Mitglied aufgenommen, nicht ohne  am Titel seines Vocabolario Anstoß zu nehmen.

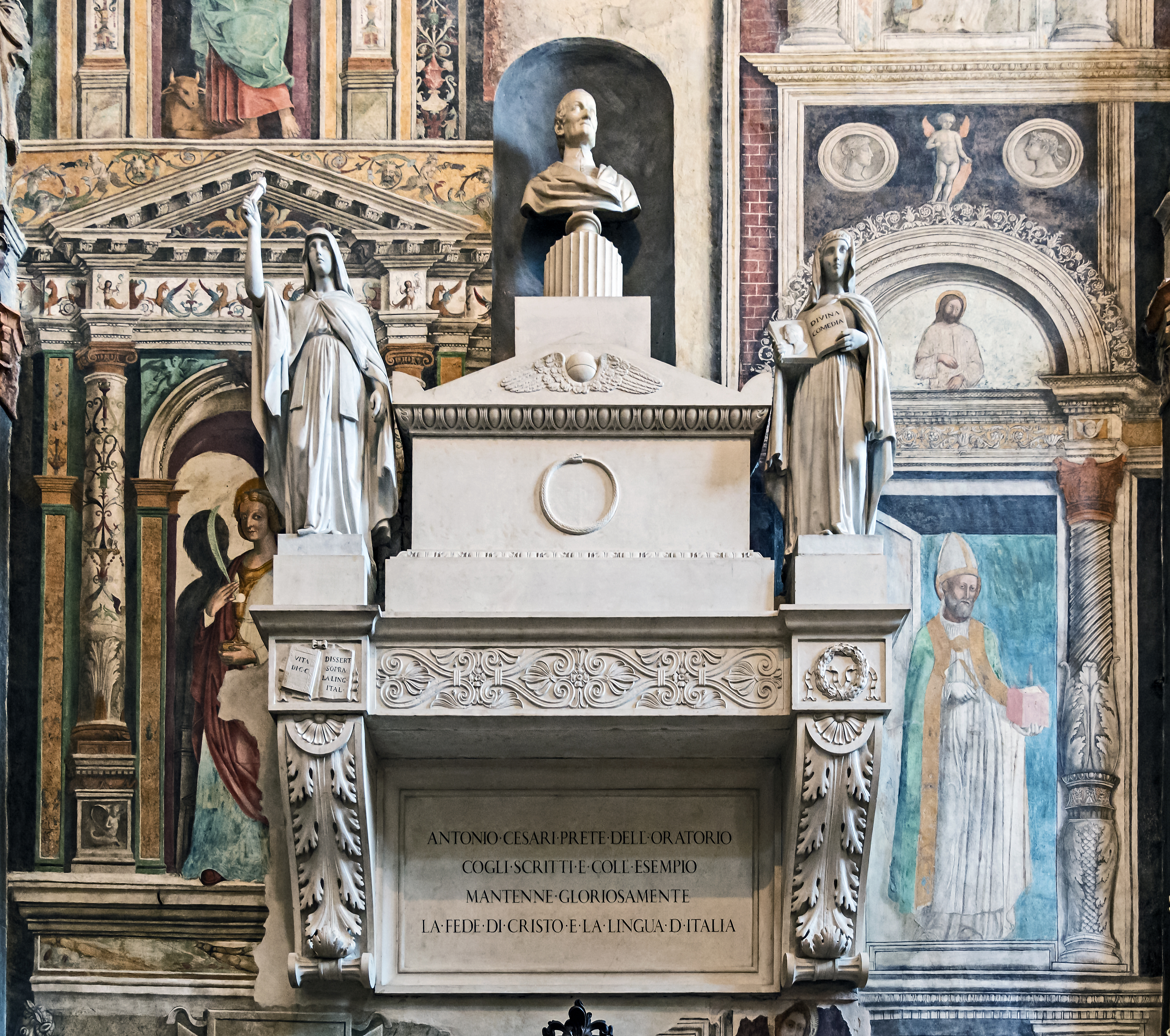
Grabdenkmal für Antonio Cesari in der Kathedrale von Verona

Italienisch war im Grunde eine Bildungssprache, die sich wie alle romanischen Sprachen aus dem Lateinischen entwickelt hatte, und das erste Mal von Dante Alighieri zu Beginn des 14. Jahrhunderts (ital. Trecento) als Volgare Illustre in der italienischen Literatur zum Ausdruck gebracht wurde. Antonio Cesari gehörte zu den Literaten des frühen Risorgimento (der nationalen Einigungsbewegung Italiens), für die Alighieri und dessen Schüler Giovanni Boccaccio historisch hergeleitete, unter nationalistischen Gesichtspunkten identitätsstiftende Funktionen einnahmen.

### Nachwirkende Kontroverse
Im weiteren Verlauf der italienischen Einigungsbewegung wurde die noch zu Lebzeiten Cesaris als kulturell rigide und dogmatisch geltende Haltung der Gelehrten des Purismo von anderen Dichtern des Risorgimento wie beispielsweise vom Romancier Alessandro Manzoni aufgeweicht. Die italienische Dichtergeneration, die auf Cesari folgte, war eher geprägt von der Romantik, und setzte sich mehrheitlich dafür ein, eine gemeinsame italienische Sprache, in der die Perspektive und die Ausdrucksformen der Bevölkerung die entscheidende Grundlage der Dichtung und Publizistik bilden sollten, im Volk zu verbreiten.
Nachdem Manzoni 1819 seine erste Tragödie Il Conte di Carmagnola (Der Graf von Carmagnola) herausgebracht hatte (ein Werk, das mit den klassischen Konventionen der Einheit von Ort und Zeit brach), entfachte diese von den Puristen sozusagen als Tabubruch empfundene Veröffentlichung eine sich hinziehende heftig geführte Kontroverse; eine Auseinandersetzung, in die sich auch der berühmte deutschsprachige Dichter Johann Wolfgang von Goethe in seinen späten Jahren zugunsten Manzonis einmischte, obwohl Goethe als bedeutender Vertreter der Weimarer Klassik – seit seiner Reise nach Italien zwischen 1786 und 1788 besonders interessiert an der kulturellen Entwicklung auf der Apenninhalbinsel – den Thesen Cesaris ursprünglich im Grunde durchaus wohlwollend gegenüberstand.

## Werke (Auswahl)
- Vocabolario della Crusca. Ramanzini, Verona 1806/11 (7 Bände).
- Dissertazione sopra lo stato presente della lingua italiana. Antenore, Rom 2002, ISBN 88-8455-553-1 (Nachdr. d. Ausg. Verona 1810).
- Bellezze della Commedia di Dante. Salerno, Rom 2003, ISBN 88-8402-432-3 (4 Bände; Nachdr. d. Ausg. Verona 1819).

## Einzelbelege, Anmerkungen
1. ↑  Waltraud Weidenbusch: Das Italienische in der Lombardei in der ersten Hälfte des 19. Jahrhunderts (S. 78 f.); Günter Narr-Verlag Tübingen, 2002, ISBN 3-8233-5874-X (vgl. Google-Books)
2. ↑  Der gesamtitalienische Nationalstaat wurde als konstitutionelle Monarchie (Königreich Italien) 1861 infolge des Zweiten italienischen Unabhängigkeitskrieges 33 Jahre nach Cesaris Tod gegründet
3. ↑  Mitgliederkatalog der Accademia

| Personendaten    | Personendaten                                                                |
| ---------------- | ---------------------------------------------------------------------------- |
| NAME             | Cesari, Antonio                                                              |
| ALTERNATIVNAMEN  | Pater Antonio                                                                |
| KURZBESCHREIBUNG | italienischer Sprachwissenschaftler, Schriftsteller und Literaturtheoretiker |
| GEBURTSDATUM     | 17. Januar 1760                                                              |
| GEBURTSORT       | Verona                                                                       |
| STERBEDATUM      | 1. Oktober 1828                                                              |
| STERBEORT        | Ravenna                                                                      |